# Občina Ljubljana-Bežigrad
Občina Ljubljana-Bežigrad je bivša občina v Sloveniji, ki je pokrivala področje Bežigrada. 

## Zgodovina
Občina je bila ustanovljena z Zakonom o območjih okrajev in občin v Ljudski republiki Sloveniji, ki ga je sprejela Ljudska Skupščina Ljudske republike Slovenije dne 28. junija 1955 in je nastopil 29. junija istega leta, ko je bil objaven v Uradnem listu LRS.
Ukinjena je bila 31. decembra 1994 na podlagi Zakona o ustanovitvi občin ter o določitvi njihovih območij, ko je bil večji del občine vključen v novoustanovljeno Mestno občino Ljubljana, skrajni vzhodni del pa tudi v Občino Dol pri Ljubljani.